# Peace Canyon Dam
Peace Canyon Dam är en dammbyggnad i Kanada.   Den ligger i provinsen British Columbia, i den centrala delen av landet, 3 400 km väster om huvudstaden Ottawa. Peace Canyon Dam ligger 499 meter över havet. Den ligger vid sjön Dinosaur Lake.
Terrängen runt Peace Canyon Dam är kuperad åt sydväst, men åt nordost är den platt. Peace Canyon Dam ligger nere i en dal. Trakten runt Peace Canyon Dam är nära nog obefolkad, med mindre än två invånare per kvadratkilometer..
I omgivningarna runt Peace Canyon Dam växer i huvudsak blandskog.